# 穆罕默德一世 (哥多華)
穆罕默德一世（阿拉伯语：محمد بن عبد الرحمن）是一位哥多華埃米爾，於852年至886年在位。他是前任埃米爾阿卜杜拉赫曼二世的兒子，在位期間處決了48名涉嫌侮辱真主阿拉與伊斯蘭教的基督徒，他們後被稱為哥多華殉教者。穆罕默德一世於886年去世，他的兒子蒙齊爾繼位。

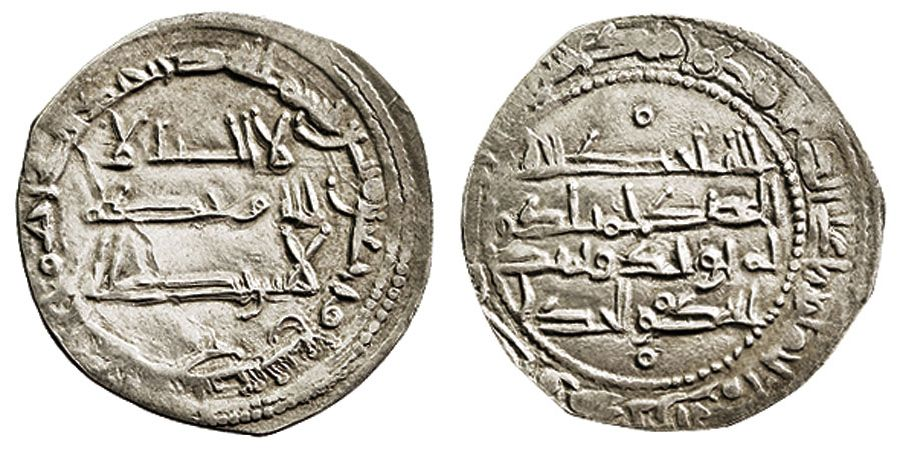
穆罕默德一世的錢幣